# Mistaken Identity (single van Kim Carnes)
Mistaken Identity is een nummer van de Amerikaanse zangeres Kim Carnes uit 1981. Het is de derde en laatste single van haar gelijknamige zesde studioalbum.
De tekst gaat over een vrouw die haar ex-vriend zat is, en hem om de tuin probeert te leiden door haar telefoonnummer te veranderen. Zodra hij belt, zegt ze dat hij naar het verkeerde nummer gebeld heeft. "Mistaken Identity" was de minst succesvolle plaat van het album. Het nummer werd enkel in de Verenigde Staten een kleine hit, waar het de 60e positie bereikte in de Billboard Hot 100.

## Tracklijst
7"-single
1. "Mistaken Identity" - 3:58
2. "Jamaica Sunday Morning" - 4:23